# Воєвідка Ярослав
Ярослав Воєвідка (5 березня 1882, с. Петранка, нині Рожнятівська селищна громада, Івано-Франківська область — 30 березня 1920, с. Піщанка, Вінницька область) — український військовий діяч. Доктор права. Командував першим артилерійським полком у складі 1-ї бригади УСС. Отаман Української Галицької Армії.

## Життєпис
Народився в с. Петранка Калуського повіту у родині священика. Закінчив Академічну гімназію у Львові, навчався у Львівському та Карловому (Прага, закінчив 1910) університетах. Працював адвокатом у м. Чортків. Активний учасник сокільсько-січового руху.
У роки Першої світової війни — старшина артилерії австро-угорської армії на російському фронті. Восени 1918 сформував і очолив гарматний полк (потім у складі 1-ї бригади Українських Січових Стрільців Української Галицької армії). Відзначився у боях на польському, більшовицькому, денікінському фронтах.
У період тимчасового перебування УГА у складі Червоної армії 30 (за іншими даними — 28) березня 1920 був розстріляний більшовицьким комісаром Ольгополя Я.Табукашвілі у с. Піщанка (нині у Вінницькій області). Січові стрільці панцерного дивізіону УГА вчинили самосуд над убивцею (розстріляли), коли взнали про його перебування у вагоні потягу на станції Вапнярка